# Tenoch Huerta

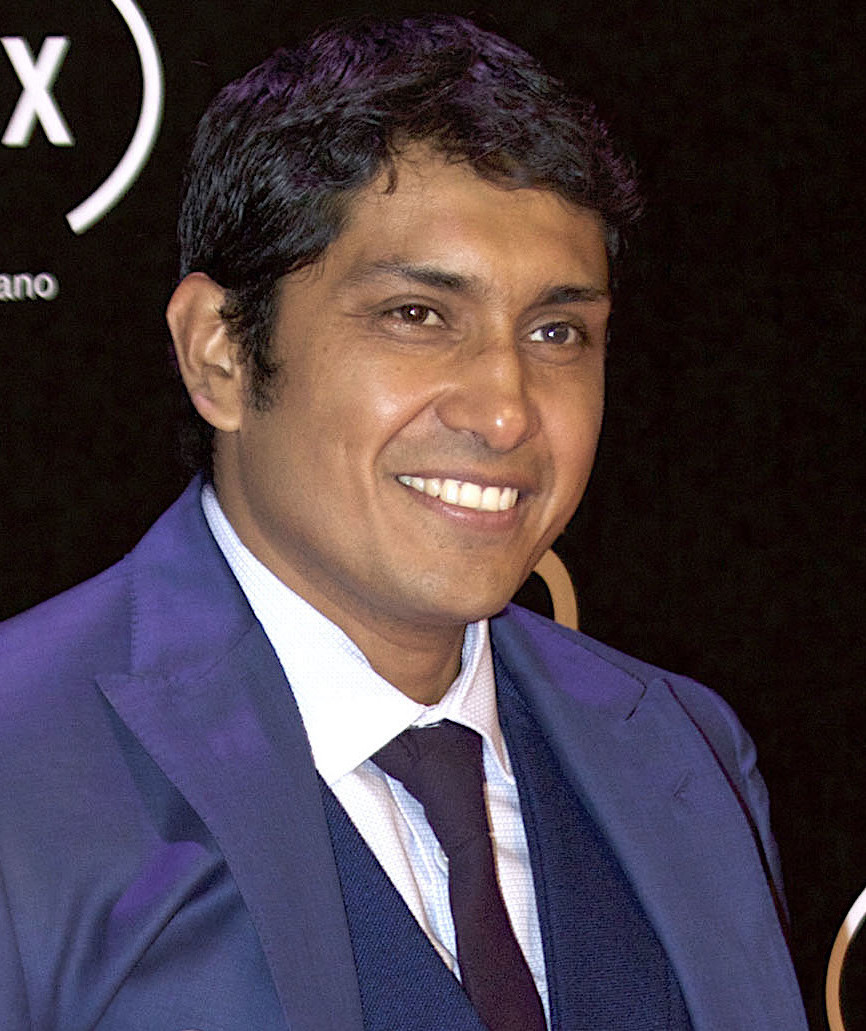
Tenoch Huerta (2018)

Tenoch Huerta Mejía (* 29. Januar 1981) ist ein mexikanischer Schauspieler.

## Leben
Tenoch Huerta studierte an der Facultad de Estudios Superiores Aragón der Nationalen Autonomen Universität von Mexiko Journalismus. Schauspielunterricht erhielt er bei María Elena Saldaña, Agustín/Carlos Torres Torija und Luis Felipe Tovar.
2008 wurde er für seine Darstellung des Gallo im Kurzfilm Café paraíso am Kurzfilmfestival in México als bester Schauspieler ausgezeichnet. Im Spielfilm Sin nombre von Cary Joji Fukunaga war er 2009 als Lil’ Mago, Anführer einer Straßenbande, zu sehen. In der deutschsprachigen Fassung wurde er von Robert Glatzeder synchronisiert.
Huerta wurde mehrmals für den von der Academia Mexicana de Artes y Ciencias Cinematográficas vergebenen Premio Ariel nominiert, 2012 wurde er für Días de gracia von Everardo Gout als bester Schauspieler ausgezeichnet. Ebenfalls 2012 war er im US-amerikanischen Action-Thriller Get the Gringo  mit Mel Gibson als Carlos zu sehen, in der mexikanischen Fernsehserie Cloroformo gehörte er im selben Jahr als Boxer „El Búfalo“ Torres zur Hauptbesetzung. Im Katastrophenfilm 69 Tage Hoffnung über das Grubenunglück von San José verkörperte er 2015 den Minenarbeiter Carlos Mamani. In der deutschsprachigen Fassung lieh ihm Henning Nöhren die Stimme.
Von 2016 bis 2017 spielte er in der Fernsehserie Blue Demon über den gleichnamigen Wrestler die Titelrolle. 2018 war er im Thriller Die Geiselnahme mit Julianne Moore und Ken Watanabe als Comandante Benjamin zu sehen, die deutsche Fassung sprach Nico Mamone.
Von 2018 bis 2020 übernahm er in der Netflix-Serie Narcos: Mexico die Rolle des mexikanischen Drogenhändlers Rafael Caro Quintero. Im Filmdrama Son of Monarchs von Alexis Gambis spielte er 2020 die Hauptrolle des Biologen Mendel. Im selben Jahr war er an der Seite von Eréndira Ibarra als Rubí im Netflix-Horrorfilm Fuego negro von Bernardo Arellano als Franco zu sehen. Im November 2020 wurde bekannt, dass er in Black Panther: Wakanda Forever, der Fortsetzung der Marvel-Produktion Black Panther, den Gegenspieler der Titelfigur darstellen soll.
Im Horror-Thriller The Forever Purge (2021), dem fünften Teil der Purge-Reihe, verkörperte er die Rolle des Juan, der gemeinsam mit Adela, dargestellt von Ana de la Reguera, aus seiner Heimat Mexiko in die USA flieht, um einem Drogenkartell zu entkommen. Ebenfalls 2021 hatte er in Madres – Der Fluch von Ryan Zaragoza an der Seite von Ariana Guerra als Diana eine Hauptrolle als deren Ehemann Beto. In der Verfilmung des Romanes Pedro Páramo für Netflix spielte er 2024 die Rolle des Juan Preciado.

## Filmografie (Auswahl)
- 2006: Así del precipicio
- 2007: Malamados, en la soledad todo esta permitido
- 2007: Déficit
- 2007: La Zona (La zona)
- 2008: Sleep Dealer
- 2008: Café paraíso (Kurzfilm)
- 2008: Casi divas
- 2008: Capadocia (Fernsehserie, zwei Episoden)
- 2008: Nesio
- 2008: Soy mi madre (Kurzfilm)
- 2008: Solo quiero caminar
- 2009: Sin nombre
- 2009: Perpetuum Mobile
- 2009: El horno (Kurzfilm)
- 2010: Marea alta (Kurzfilm)
- 2010: Depositarios
- 2010: Chicogrande
- 2010: ¿Cómo has estado? (Kurzfilm)
- 2010: El Narco – Willkommen in der Drogenhölle (El infierno)
- 2010: El último canto del pájaro Cú (Kurzfilm)
- 2010: Los Minondo (Fernsehserie)
- 2010: Nómadas
- 2010: Busco empleo (Kurzfilm)
- 2011: Cristeros y Federales (Kurzfilm)
- 2011: Días de gracia
- 2011: El encanto del águila (Fernsehserie)
- 2012: Get the Gringo
- 2012: Colosio: El asesinato
- 2012: Cloroformo (Fernsehserie)
- 2012: De tierra (Kurzfilm)
- 2012: La vida precoz y breve de Sabina Rivas
- 2012: Penumbra (Kurzfilm)
- 2012: Gottes General – Schlacht um die Freiheit (For Greater Glory: The True Story of Cristiada)
- 2013: Matar extraños
- 2013: La banqueta (Kurzfilm)
- 2013: Ciudadano Buelna
- 2013: Stand Clear of the Closing Doors
- 2013: Nómadas
- 2013: Inframundo (Kurzfilm)
- 2014: Güeros
- 2014: Mercy (Kurzfilm)
- 2014: Escobar: Paradise Lost
- 2014: El Más Buscado
- 2015: 69 Tage Hoffnung (The 33)
- 2015: Semana Santa
- 2015: Camino
- 2015: James Bond 007: Spectre
- 2015: Las Aparicio
- 2016: La Carga
- 2016: Hasta Que Te Conocí (Fernsehserie)
- 2016: Verde (Kurzfilm)
- 2015–2016: Mozart in the Jungle (Fernsehserie, zwei Episoden)
- 2016: Vive por mí
- 2017: El silencio es bienvenido
- 2016–2017: Blue Demon (Fernsehserie)
- 2017: El autor
- 2017: Vuelven
- 2017: Debris (Kurzfilm)
- 2018: Die Geiselnahme (Bel Canto)
- 2018–2020: Narcos: Mexico (Fernsehserie)
- 2018–2020: Aquí en la Tierra (Fernsehserie)
- 2020: Fuego negro
- 2020: El Renacer de una Industria (Kurzfilm)
- 2020: Son of Monarchs
- 2021: The Forever Purge
- 2021: Madres – Der Fluch (Madres)
- 2022: Black Panther: Wakanda Forever
- 2024: Pedro Páramo

## Auszeichnungen und Nominierungen (Auswahl)
Critics’ Choice Super Awards
- 2023: Nominierung in der Kategorie Bester Schauspieler in einem Superheldenfilm für Black Panther: Wakanda Forever
- 2023: Nominierung in der Kategorie Bester Bösewicht in einem Film für Black Panther: Wakanda Forever

NAACP Image Award
- 2023: Auszeichnung als bester Nebendarsteller für Black Panther: Wakanda Forever

Shorts México
- 2008: Auszeichnung als bester Schauspieler für Café paraíso[6]

Premio Ariel
- 2009: Nominierung als bester Nebendarsteller für Nesio
- 2012: Auszeichnung als bester Schauspieler für Días de gracia
- 2015: Nominierung als bester Schauspieler für Güeros
- 2016: Nominierung als bester Schauspieler für Mexican Gangster. La leyenda del charro misterioso
- 2018: Nominierung als bester Schauspieler in einer Nebenrolle für Vuelven[9][10]